# Przestrzeń międzyplanetarna

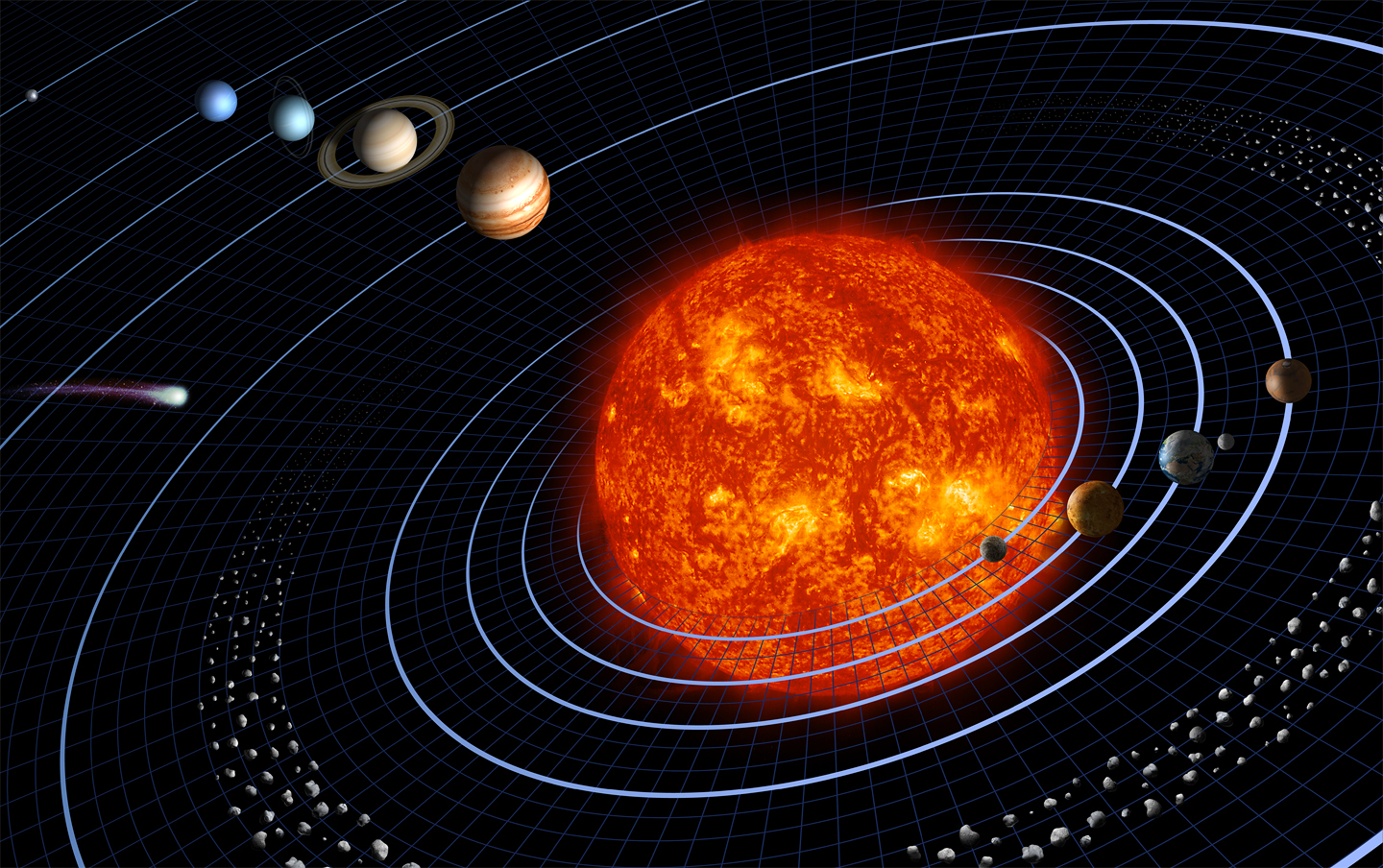
Artystyczna wizja wewnętrznej części Układu Słonecznego

Przestrzeń międzyplanetarna – przestrzeń kosmiczna w obrębie wewnętrznej części Układu Słonecznego, o promieniu około 40 jednostek astronomicznych, obejmująca orbity wszystkich znanych planet w naszym układzie.
W obrębie przestrzeni międzyplanetarnej poruszają się planety wraz z księżycami i pierścieniami, planetoidy, komety oraz meteoroidy. Przestrzeń ta wypełniona jest promieniowaniem elektromagnetycznym pochodzącym ze Słońca, słonecznym i planetarnymi polami magnetycznymi, wiatrem słonecznym, promieniowaniem kosmicznym oraz pyłem międzyplanetarnym.
Poza granicami przestrzeni międzyplanetarnej wyznaczonymi przez orbitę najdalszej planety, za którą obecnie oficjalnie uważa się Neptuna, znajdują się należące do Układu Słonecznego pas Kuipera i obłok Oorta.